# Meeting de Paris 2025
Meeting de Paris 2025 – 30. edycja międzynarodowego mityngu lekkoatletycznego, który odbył się 20 czerwca 2025 roku na Stade Sébastien Charléty w Paryżu. Zawody były ósmą odsłoną znajdującej się w kalendarzu Diamentowej Ligi, cyklu najbardziej prestiżowych mityngów lekkoatletycznych, organizowanych pod egidą World Athletics w sezonie 2025.

## Program mityngu
Źródło: pariss.diamondleague.com.
| Godzina | Konkurencja                   |
| ------- | ----------------------------- |
| 19:50   | Trójskok                      |
| 20:08   | Bieg na 3000 m z przeszkodami |
| 21:04   | Bieg na 400 m przez płotki    |
| 21:15   | Bieg na 800 m                 |
| 21:42   | Rzut oszczepem                |
| 21:43   | Bieg na 110 m przez płotki    |
| 21:59   | Bieg na 1500 m                |
| 22:27   | Bieg na 5000 m                |

| Godzina | Konkurencja                   |
| ------- | ----------------------------- |
| 20:05   | Skok o tyczce                 |
| 20:10   | Rzut dyskiem                  |
| 21:06   | Skok wzwyż                    |
| 21:23   | Bieg na 3000 m z przeszkodami |
| 21:51   | Bieg na 400 m                 |
| 22:08   | Bieg na 200 m                 |
| 22:20   | Bieg na 100 m przez płotki    |
| 22:50   | Bieg na 1500 m                |

## Wyniki
| WJR – rekord świata juniorów \| AR – rekord kontynentu \| WL – najlepszy wynik na listach światowych w sezonie \| NR – rekord kraju \| PB – rekord życiowy \| SB – najlepszy wynik w sezonie \| MR – rekord mityngu |

### Mężczyźni
| Konkurencja                   | 1. miejsce      | Rezultat | 2. miejsce              | Rezultat | 3. miejsce             | Rezultat |
| Bieg na 800 m                 | Mohamed Attaoui | 1:42,73  | Josh Hoey               | 1:43,00  | Bryce Hoppel           | 1:43,11  |
| Bieg na 1500 m                | Azeddine Habz   | 3:27,49  | Phanuel Kipkosgei Koech | 3:27,72  | George Mills           | 3:28,36  |
| Bieg na 5000 m                | Yomif Kejelcha  | 12:47,84 | Birhanu Balew           | 12:48,67 | Graham Blanks          | 12:49,51 |
| Bieg na 110 m przez płotki    | Trey Cunningham | 13,00 =  | Dylan Beard             | 13,02    | Jason Joseph           | 13,07 =  |
| Bieg na 400 m przez płotki    | Rai Benjamin    | 46,93    | Abderrahman Samba       | 47,09    | Trevor Bassitt         | 48,14    |
| Bieg na 3000 m z przeszkodami | Lamecha Girma   | 8:07,01  | Salaheddine Ben Yazide  | 8:11,68  | Getnet Wale            | 8:12,58  |
| Trójskok                      | Jordan Scott    | 17,27    | Hugues Fabrice Zango    | 17,21    | Thomas Gogois          | 17,11    |
| Rzut oszczepem                | Neeraj Chopra   | 88,16    | Julian Weber            | 87,88    | Luiz Maurício da Silva | 86,62    |

### Kobiety
| Konkurencja                   | 1. miejsce         | Rezultat | 2. miejsce          | Rezultat | 3. miejsce        | Rezultat |
| Bieg na 200 m                 | Anavia Battle      | 22,27    | Amy Hunt            | 22,45    | McKenzie Long     | 22,49    |
| Bieg na 400 m                 | Marileidy Paulino  | 48,81    | Salwa Eid Naser     | 48,85    | Martina Weil      | 49,83    |
| Bieg na 1500 m                | Nelly Chepchirchir | 3:57,02  | Sarah Healy         | 3:57,15  | Birke Haylom      | 3:57,50  |
| Bieg na 100 m przez płotki    | Grace Stark        | 12,21    | Tobi Amusan         | 12,24    | Ackera Nugent     | 12,30    |
| Bieg na 3000 m z przeszkodami | Faith Cherotich    | 8:53,37  | Peruth Chemutai     | 8:54,41  | Sembo Almayew     | 9:01,22  |
| Skok wzwyż                    | Nicola Olyslagers  | 2,00     | Jarosława Mahuczich | 1,97     | Eleanor Patterson | 1,97     |
| Skok o tyczce                 | Katie Moon         | 4,73     | Sandi Morris        | 4,73     | Emily Grove       | 4,63     |
| Rzut dyskiem                  | Valarie Allman     | 67,56    | Jorinde van Klinken | 66,42    | Yaimé Pérez       | 65,03    |

## Rekordy
Podczas mityngu ustanowiono 10 krajowych rekordów w kategorii seniorów:
| Zawodnik               | Reprezentacja     | Konkurencja                | Rezultat |
| ---------------------- | ----------------- | -------------------------- | -------- |
| Ruben Verheyden        | Belgia            | bieg na 1500 m             | 3:30,99  |
| Luiz Maurício da Silva | Brazylia          | rzut oszczepem             | 86,62    |
| Birhanu Balew          | Bahrajn           | bieg na 5000 m             | 12:48,67 |
| Martina Weil           | Chile             | bieg na 400 m              | 49,83    |
| Azeddine Habz          | Francja           | bieg na 1500 m             | 3:27,49  |
| Jimmy Gressier         | Francja           | bieg na 5000 m             | 12:51,59 |
| Stefan Nillessen       | Holandia          | bieg na 1500 m             | 3:29,23  |
| Tshepo Tshite          | Południowa Afryka | bieg na 1500 m             | 3:31,35  |
| Santiago Catrofe       | Urugwaj           | bieg na 5000 m             | 12:59,26 |
| Jason Joseph           | Szwajcaria        | bieg na 110 m przez płotki | 13,07    |